# Creixement secundari

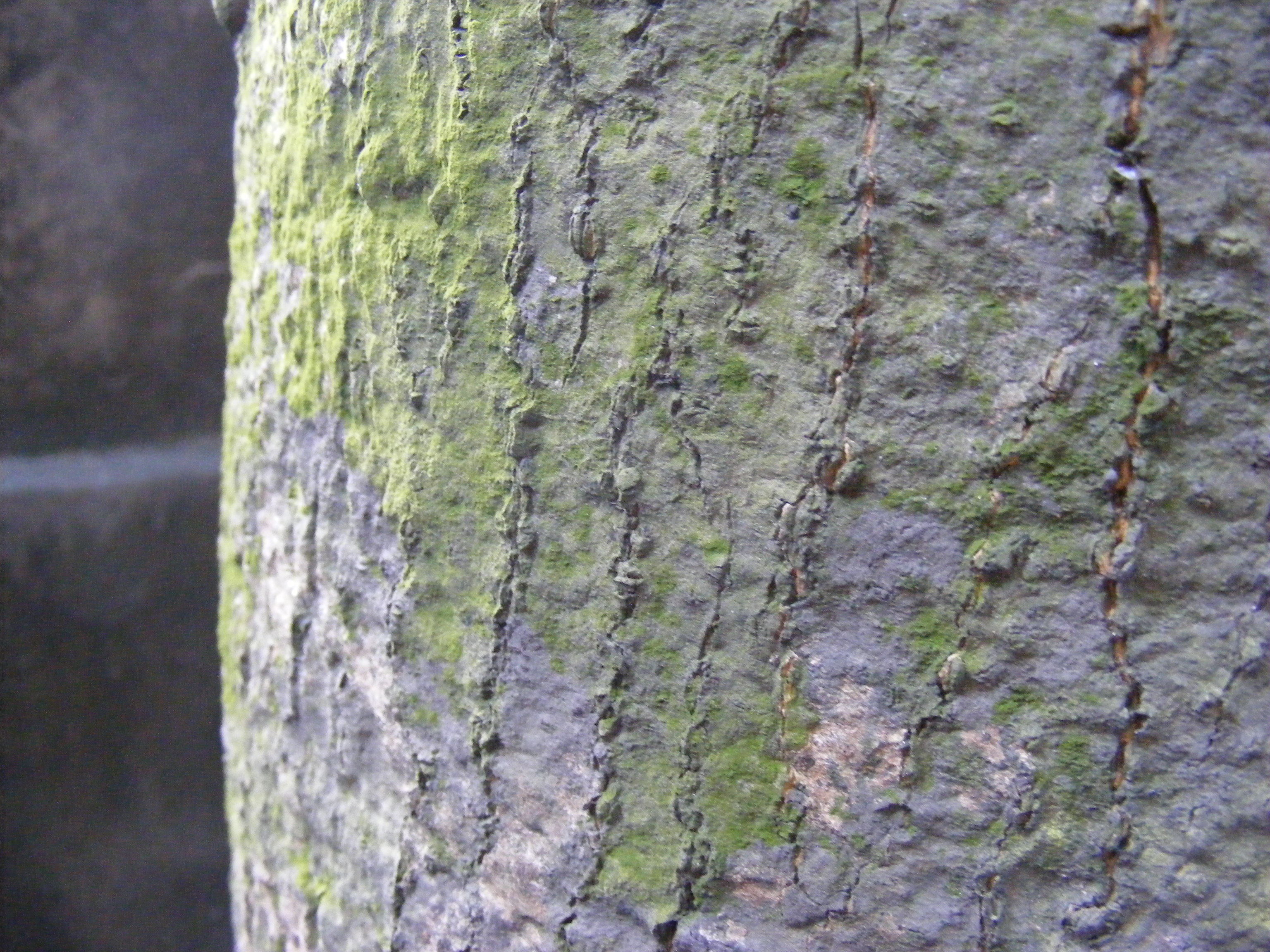
Escorça d'un arbre mango jove mostrant diferents ruptures verticals de l'epidermis degudes a l'engruiximent secundari del tronc.

El creixement secundari en moltes plantes vasculars és el resultat de l'activitat dels dos meristemes laterals, el càmbium suberós i el càmbium vascular. Sorgint dels meristemes laterals, el creixement secundari incrementa el gruix de l'arrel o tija de la planta més que no pas la seva longitud. A mesura que els meristemes laterals continuen produint noves cèl·lules, la tija o l'arrel continuarà creixent en diàmetre. En les plantes llenyoses aquest procés produeix fusta.

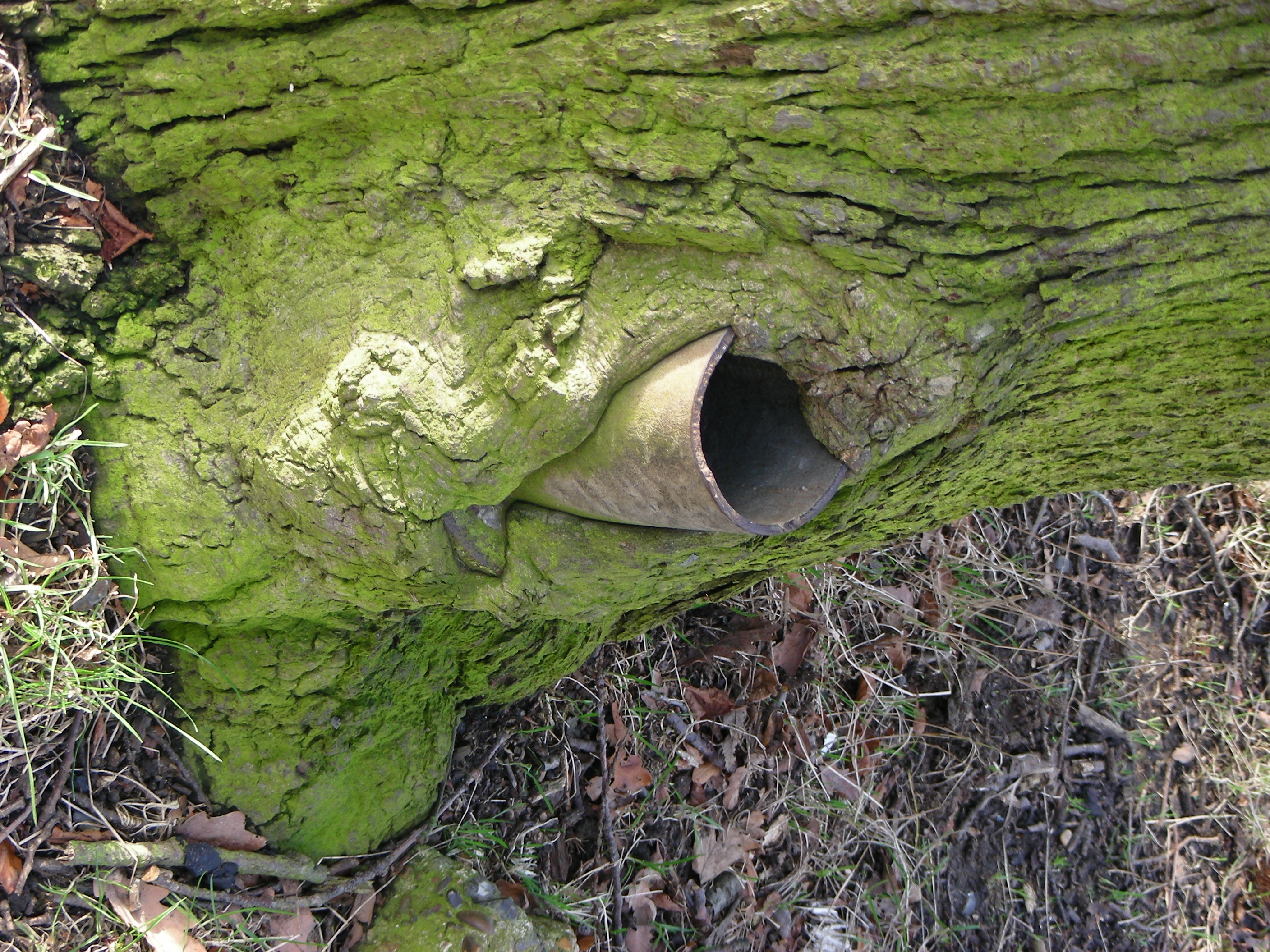
El creixement secundari resulta en un increment del diàmetre. Les obstruccions poden ser "empassades" pel creixement continu.

Per raó que aquest creixement normalment trenca l'epidermis de les tiges o arrels, les plantes amb creixement secundari normalment desenvolupen un càmbium suberós. El càmbium suberós origina cèl·lules suberoses que protegeixen la superfície de la planta i redueixen la pèrdua d'aigua. El procés a la llarga pot produir una capa suberitzada. En el cas de l'alzina surera es pot recollir aquest suro.
El creixement secundari també ocorre en moltes plantes no llenyoses, per exemple en la tomaquera,
i tubercles de la patatera, la pastanaga i els moniatos. Unes poques fulles de llarga vida també tenen creixement secundari.
El creixement primari en arrels i tiges és el creixement en longitud i ocorre en totes les plantes vasculars. El creixement secundari es presenta sobretot en les dicotiledònies i les gimnospermes. En les monocotiledònies normalment no hi ha creixement secundari i si en tenen difereix del descrit més amunt.

## Creixement secundari anòmal

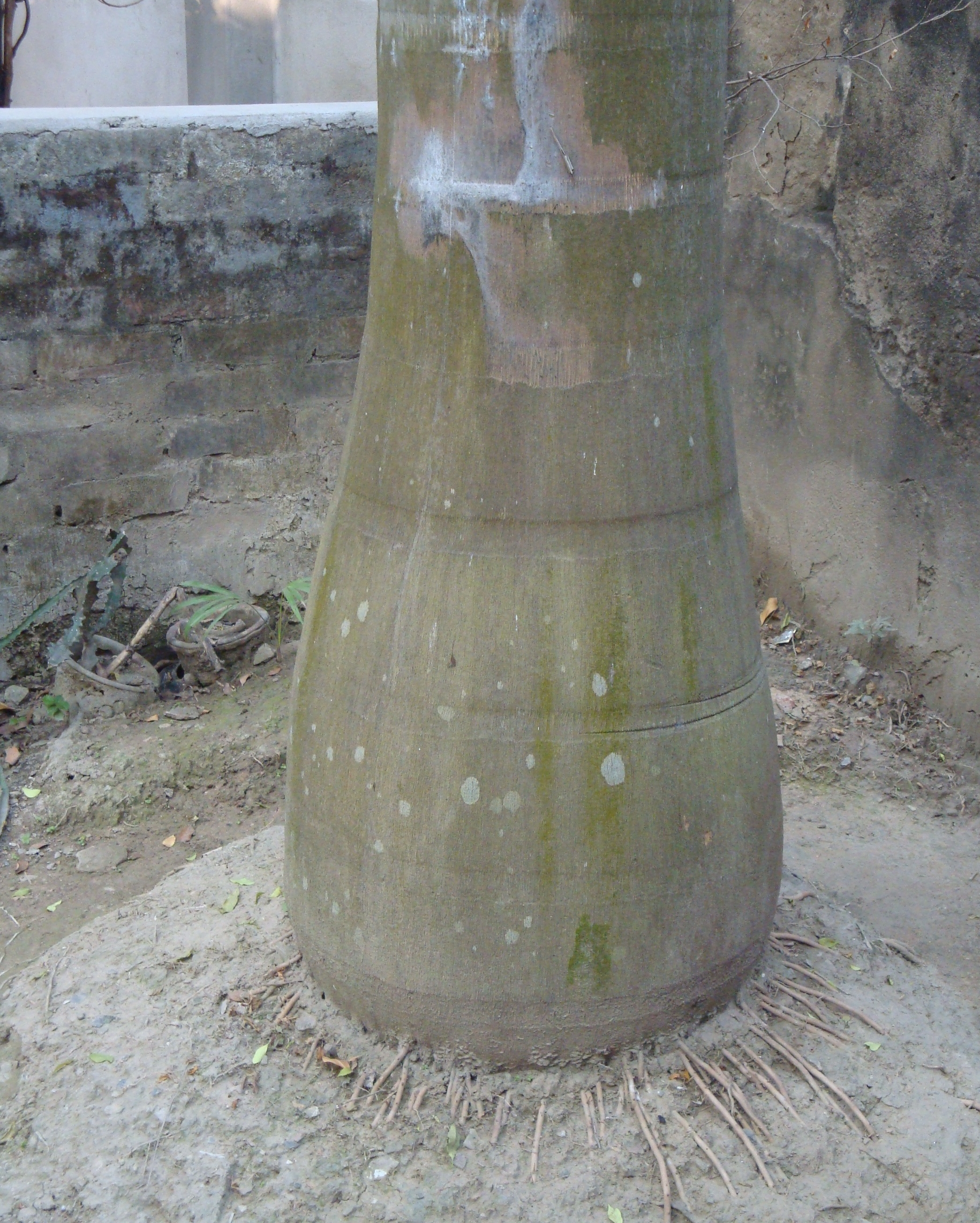
Creixement anòmal en monocotiledònies (palmera Roystonea regia)

El creixement secundari anòmal no segueix el patró d'un sol càmbium vascular que produeix un xilema a l'interior i un floema. Alguns dicotiledonis tenen un creixement secundari anòmal, per exemple, en Bougainvillea sorgeixen una sèrie de càmbiums per fora del floema més vell. En les palmeres, les quals són monocotiledònies no hi ha creixement secundari, en elles s'incrementa el diàmetre del tronc (estípit) degut a la divisió i allargament de les cèl·lules parequimàtiques la qual cosa es classifica com creixement secundari difús. En altres tiges de monocotiledònies amb creixement secundari anòmal, es forma un càmbium però es produeixen agregats vasculars i parènquima internament i només parènquima externament. Algunes tiges de monocotiledònies incrementen el seu diàmetre degut a l'activitat d'un meristema que s'engruixeix, el qual deriva d'un meristema apical.